# Холленштайн, Рето
Ре́то Хо́лленштайн (нем. Reto Hollenstein; род. 22 августа 1985 в  Фрауэнфельде, Швейцария) —  швейцарский профессиональный шоссейный велогонщик, выступающий за команду мирового тура «Katusha–Alpecin».

## Достижения
2010
8-й - Джиро дель Аппеннино
2011
3-й - Тур Верхней Австрии - Генеральная классификация
5-й - Тур Жеводан Лангедок-Руссильон - Генеральная классификация
2013
Чемпионат Швейцарии
3-й  Индивидуальная гонка
4-й Групповая гонка
6-й - Тур Берна
2014
7-й - Тур Берна
2015
Чемпионат Швейцарии
2-й  Индивидуальная гонка
2016
2-й - Тур Бельгии - Генеральная классификация
9-й - Арктическая гонка Норвегии - Генеральная классификация
9-й - Чемпионат мира — Индивидуальная гонка
2017
Чемпионат Швейцарии
5-й - Индивидуальная гонка
9-й - Этуаль де Бессеж - Генеральная классификация

## Статистика выступлений

### Гранд-туры
| Гонка           | 2012 | 2013 | 2014 | 2015 | 2016 | 2017 |
| --------------- | ---- | ---- | ---- | ---- | ---- | ---- |
| Джиро д'Италия  | НФ   | —    | —    | —    | —    | —    |
| Тур де Франс    | —    | —    | НФ   | 75   | 97   | 150  |
| Вуэльта Испании | —    | —    | —    | —    | —    | —    |

| —  | Не участвовал  |
| НФ | Не финишировал |